# 元则
元则（？—？），字孝规，河南郡洛阳县（今河南省洛阳市东）人，追尊魏景穆帝拓跋晃玄孙，西魏开府仪同三司、安昌宣王元子均长子，北魏宗室，西魏、北周官员。

## 生平
元则在西魏承袭了安昌王的爵位，官至义州刺史。元则的弟弟元孝矩当时见到宇文泰专权，将要危及元氏政权，常常有慷慨振兴社稷的志向，元孝矩暗中对兄弟们说：“昔日西汉有诸吕发动的变乱，朱虚侯刘章和东牟侯刘兴居最终安定了刘氏的天下。如今宇文氏之心路人皆知，国家将要覆灭而不去扶助，要我们这些宗室子孙做什么？何不图谋除掉他。”元则阻止了他，元孝矩才作罢。
北周建立后，元则爵位降为安昌郡公，出任使持节、车骑大将军、仪同三司、大都督、新州刺史，在新州建立了安昌寺。
保定二年（562年）之后，当时以近侍是地位显贵、职司重要的官职，大规模地挑选杰出人才，于是任命李昶、元则、陆逞、唐瑾等人都担任纳言。元则之后官至大将军、小司空、江陵总管。大象元年（579年）九月至十一月之间，韦孝宽出任行军元帅进攻南陈的淮南地区，大将军、安昌公元则也统帅五万军队渡过长江，向东进攻。大象二年十二月壬申（581年1月11日），冢宰元则出任大司徒。

## 家庭

### 兄弟姐妹
- 元孝矩，隋朝柱国、泾州刺史、洵阳简公
- 元雅，隋朝领左右将军、集沁二州刺史、顺阳良公
- 元褒，隋朝柱国、齐郡太守、河间郡公
- 元氏，嫁宇文护

### 夫人
- 荥阳郑氏，北魏太常、恭侯郑琼孙女，北周司空、贞公郑道邕之女，封荥阳郡君，追赠安昌国夫人[10]

### 子女
- 元文都，隋朝内史令、鲁国公
- 元某，隋朝兵部侍郎、兴安公